# Tatrovice
Tatrovice (deutsch Dotterwies) ist eine Gemeinde im Karlovarský kraj in Tschechien.

## Geographie

### Geographische Lage
Tatrovice befindet sich im Südwesten des Erzgebirges fünf Kilometer nordwestlich von Chodov und gehört zum Okres Sokolov. Die Ortslage erstreckt sich im Tal des Tatrovický potok (Flößbach), der westlich des Dorfes in der Talsperre Tatrovice gestaut wird. Östlich erhebt sich der Svár (Zankwald, 670 m), im Südosten der Liščí kopec (Fellerberg, 616 m) und im Westen der Havran (Kührberg, 679 m).
Nachbarorte sind Poušť im Norden, Černava und Rájec im Nordosten, Humry und Nová Role im Osten, Nové Chalupy im Südosten, Vřesová im Süden, Křemenitá im Südwesten, Mezihorská im Westen sowie Hradecká und Spomyšl im Nordwesten.

### Gemeindegliederung
Für die Gemeinde Tatrovice sind keine Ortsteile ausgewiesen. Grundsiedlungseinheiten sind Křemenitá (Griesbach), Spomyšl (Sponsl) und Tatrovice (Dotterwies). Zu Tatrovice gehört außerdem die Ansiedlung  Nové Chalupy (Neuhäuser).
Das Gemeindegebiet gliedert sich in die Katastralbezirke Křemenitá, Spomyšl u Vřesové und Tatrovice.

### Nachbargemeinden
|                               | Jindřichovice (Heinrichsgrün)               |                         |
| Jindřichovice (Heinrichsgrün) | Kompassrose, die auf Nachbargemeinden zeigt | Černava (Schwarzenbach) |
| Dolní Nivy (Unterneugrün)     | Vřesová (Douglasgün)                        | Chodov (Chodau)         |

## Geschichte

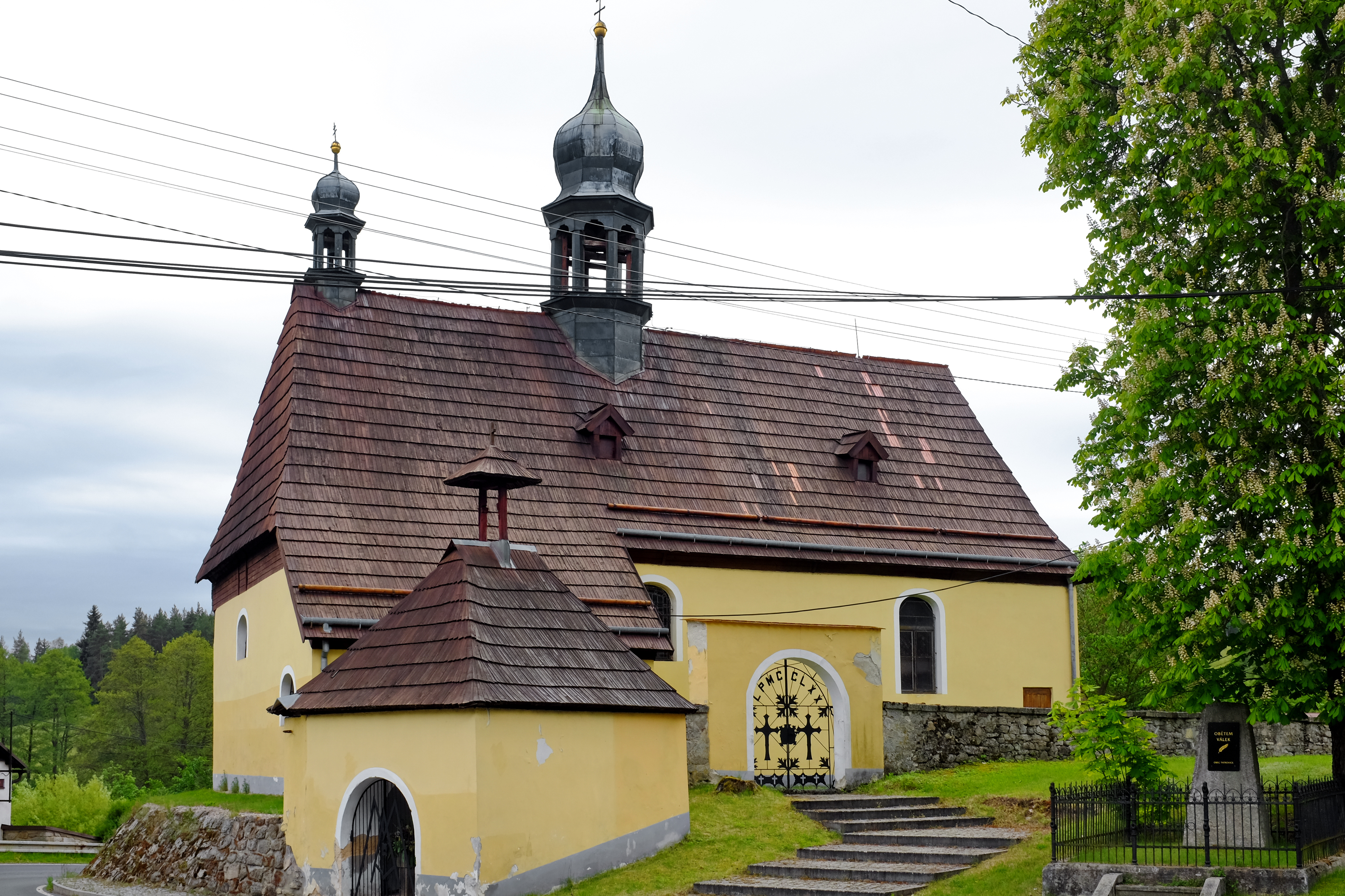
Kirche des Hl. Erhard von 1555

Der Ort wurde wahrscheinlich im 13. Jahrhundert im Zuge der Kolonisation der Gebirgsregion gegründet. Für die in einigen Quellen verbreitete Annahme, dass bereits im 12. Jahrhundert ein Hammerwerk und eine Schmelzhütte bestanden haben sollen, gibt es keinerlei Nachweise. Untersuchungen von Schlackenresten ergaben, dass sie von einem einfachen und kleinen Pochwerk eines Zinnbergwerkes aus späterer Zeit stammen. Die erste schriftliche Erwähnung von Tatrwic erfolgte 1356 in den Kirchenbüchern des Prager Bistums im Zusammenhang mit der Neubesetzung der Pfarrstelle nach dem Tod des Pfarrers.
Das Dorf gehörte zu den Besitztümern der Stadt Elbogen und kam dann zur Herrschaft Litmitz. Im Laufe der Geschichte wechselten die Besitzer des Ortes oft. Seit 1599 ist eine Pfarrschule nachweisbar. Die Bewohner lebten zunächst von der Holzfällerei und Flößerei. Um 1740 wurden der Kartoffelanbau eingeführt und größere Waldflächen am Fellerberg für den Anbau der Knollen gerodet. An der Kugelleithe wurde ein Steinbruch betrieben. In der zweiten Hälfte des 17. Jahrhunderts begann der Abbau von Quarzit, der bis zum Ende des Zweiten Weltkrieges betrieben wurde. Das Gestein wurde über Griesbach und von dort über die Zehrerstraße durch Grund bis Doglasgrün aus dem Gebirge abtransportiert. 1830 entstand eine Goldschlägerei und Bandwirkerei, die bis 1913 „Dotterwieser Schmuck“ herstellte.
Nach der Aufhebung der Patrimonialherrschaften bildete Dotterwies mit Sponsl ab 1850 eine Gemeinde im Bezirk Falkenau. 1895 entstand die Straße von Doglasgrün nach Dotterwies. Sie ersetzte die schwer befahrbare Straße durch Grund. In den Jahren 1913 und 1914 wurde die neue Straße weiter bis Schwarzenbach als Anschluss an die Neudeker Straße fortgeführt.
1895 errichtete der aus einer aus Nordböhmen ausgewanderten Familie entstammende Textilunternehmer Josef Endler (1869–1940) aus Lodsch für sein Werk in Eger in Dotterwies eine Wirkerei. Diese Fabrik blieb das einzige größere Unternehmen, das sich in Dotterwies ansiedelte und war der größte Arbeitgeber. 1898 wurde die Endlersche Wirkerei ein selbständiges Unternehmen; Josef Endler übersiedelte im Jahr 1900 nach Dotterwies, von wo er das Unternehmen leitete und Zweigbetriebe in Mariasorg und Doglasgrün errichtete.
1913 entstand am westlichen Ortsrand die Hochspannungsleitung von Unter Reichenau nach Neudek. Dotterwies wurde zwischen 1920 und 1922 an das Stromnetz angeschlossen.
1921 kam die Gemeinde zum Bezirk Elbogen. 1930 hatte Dotterwies einschließlich der Ortslagen Am Mond und Hintenhäusl 579 Einwohner, 1939 waren es 557. Nach dem Münchner Abkommen wurde die Gemeinde Unter Reichenau ins Deutsche Reich eingegliedert und gehörte bis 1945 zum Landkreis Elbogen. 
Nach dem Ende des Zweiten Weltkrieges kam der Ort zur Tschechoslowakei zurück; die Vertreibung der Deutschen begann. 1948 erhielt die Gemeinde den Namen Tatrovice und wurde 1950 zum Ortsteil der Gemeinde Černava im Okres Karlovy Vary-okolí. 1961 erfolgte die Umgemeindung nach Vřesová und die Umgliederung in den Okres Sokolov. Im Jahre 1967 wurde der Stausee zur Trinkwasserversorgung des Gaswerkes Vřesová errichtet. 1980 wurde Křemenitá, das zuvor zu Vřesová gehört hatte, umgemeindet. Tatrovice gehört zu den Gemeinden in Tschechien mit einer deutschen Minderheit. Ihr Anteil beträgt mehr als 10 %. Nach dem Ort ist das erzgebirgische Volkslied Dotterwieser Fuchsjagd benannt.

### Einwohnerentwicklung
| Jahr | Einwohnerzahl |
| ---- | ------------- |
| 1869 | 413           |
| 1880 | 440           |
| 1890 | 527           |
| 1900 | 520           |
| 1910 | 557           |

| Jahr | Einwohnerzahl |
| ---- | ------------- |
| 1921 | 542           |
| 1930 | 579           |
| 1950 | 141           |
| 1961 | 165           |
| 1970 | 135           |

| Jahr   | Einwohnerzahl |
| ------ | ------------- |
| 1980   | 131           |
| 1991 1 | 112           |
| 2001 1 | 134           |
| 2011 1 | 168           |

## Kultur und Sehenswürdigkeiten
- Kirche des Hl. Erhard; die ursprüngliche Kapelle aus dem 13. Jahrhundert wurde 1555 erweitert und erhielt dabei ihre heutige Gestalt.
- Tatrovická lípa (Dotterwieser Linde), die als Baumdenkmal geschützte mehrstämmige Winter-Linde hatte 1983 einen Stammumfang von 16,5 m und war damit die stärkste ihrer Art in Böhmen. 1997 brach der Baum bei einem Sturm auseinander. Seitdem beträgt sein Stammumfang nur noch 11,2 m. Das Alter des 23 m hohen Baumes wird auf 400 Jahre geschätzt.